# Il topo della 57ª strada
Il topo della 57ª strada (The Mouse On 57th Street) è un film del 1961 diretto da Chuck Jones. È un cortometraggio animato della serie Merrie Melodies, prodotto dalla Warner Bros. e uscito negli Stati Uniti il 25 febbraio 1961.